# Inés Sastre
Pour les articles homonymes, voir Sastre.
Sastre  Moratón est un nom espagnol. Le premier nom de famille, en général paternel, est Sastre ; le second, en général maternel, souvent omis, est Moratón.
Inés Sastre est un mannequin et une actrice espagnole née le 21 novembre 1973 à Valladolid.

## Biographie

### Révélation dans le mannequinat (années 1990)
Elle commence sa carrière médiatique à douze ans, dans une publicité. C'est ainsi que le réalisateur Carlos Saura l'a repérée et choisie pour jouer dans El Dorado avec Lambert Wilson en 1987. Le film fit partie de la Sélection Officielle au Festival de Cannes 1988.
En 1989, elle remporte le concours de mannequins « The Look of the Year » organisé par Elite, mais choisit de continuer ses études, plutôt que de signer un contrat.
En 1992, elle déménage à Paris, suit un stage à l’Unesco, suit un Cours de Civilisation Française et commence l’année suivante ses études à la Sorbonne de Lettres Modernes. Elle obtiendra sa licence en 1996. 
Elle participe à des défilés (Chanel, Michel Klein, Vivienne Westwood, Marc Jacobs, Corinne Cobson, Jean Paul Gaultier, Fendi, Paco Rabanne, Sonia Rykiel, etc.) et tourne de nombreuses publicités (Vivelle, Rodier, Max Factor, Chaumet, etc.). 
En 1996, elle signe un premier contrat avec Lancôme, pour le parfum Trésor, succédant à Isabella Rossellini. En 1997 le contrat est étendu à de nombreuses marques de soins et de maquillage de l'entreprise. En octobre 1997, elle gagne le Natural Beauty Trophy (Trophée de la beauté naturelle) aux Prix de la mode (Fashion Awards) à Paris.
Parallèlement, elle utilise sa notoriété pour des œuvres caritatives. Ainsi, elle soutient l'UNICEF, pour qui elle travaille désormais en tant qu'ambassadrice bénévole. En 1994, Inés Sastre se rend à Dharamsala en Inde pour interviewer le Dalai Lama sur la situation désespérée des enfants défavorisés. En décembre 1997, Inés Sastre fait parler d'elle dans les médias internationaux grâce à son travail socioculturel au Guatemala. « Leur venir en aide est une responsabilité que j'assume pleinement », déclare Inés. « Moi j'ai eu tellement de chance, ces enfants sont démunis et n'ont aucun droit de vote. Ils ont besoin de notre protection. Nous devons tous retrousser nos manches et les aider ». Elle est à deux reprises la marraine de la soirée caritative au profit de la recherche sur la sclérose en plaques. Depuis Inés soutient diverses associations caritatives dont l’objet est de venir en aide aux enfants dans la détresse (orphelins du Sida, atteints de cancer).

### Carrière au cinéma (années 1990-2000)
Elle tente aussi de vraiment percer au cinéma : après deux rôles dans des productions hispanophones - Johanna d'Arc of Mongolia, de Ulrike Ottinger (1998) et La Fuite au paradis, d'Ettore Pasculli (1990) - , elle fait partie du casting quatre étoiles réuni par Michelangelo Antonioni et Wim Wenders pour leur comédie romantique à sketches, Par-delà les nuages (1995).
Elle revient vers un premier rôle en 1997, pour la comédie italienne Le Témoin du marié, écrite et réalisée par Pupi Avati ; puis en 1998, elle tient un rôle secondaire dans la mini-série historique française, Le Comte de Monte-Cristo, de Josée Dayan. En 1999, elle va en Argentine pour une autre romance dont elle a le premier rôle, Estela Canto, un amor de Borges, de Javier Torre.
Sa carrière cinématographique est sérieusement compromise au début des années 2000, avec les flops critiques et commerciaux très médiatisés de deux superproductions françaises, Vidocq, de Pitof (2000), et surtout Vercingétorix : La légende du druide roi, de Jacques Dorfmann.
Elle s'expatrie donc pour un rôle dans la comédie romantique italienne Io No, de Simona Izzo et Ricky Tognazzi (2003) et faire face à l'acteur Andy García, qui signe son premier film en tant que réalisateur, le mélodrame historique Adieu Cuba (2005), laminé par la critique. En France, elle se contente d'un second rôle dans le téléfilm Volpone, diffusé par TF1 à la fin de l'année 2004.
Malgré cette carrière cinématographique chaotique, elle est choisie en 2005 pour être la maîtresse des cérémonies d'ouverture et de clôture de la Mostra de Venise 2005, ce qui souligne sa popularité en Italie, où elle a tourné avec Antonioni ou Pupi Avati. Ce dernier lui confie un rôle dans la comédie La cena per farli conoscere, sortie en 2007. Cette même année, elle présente le prix littéraire italien Il Campiello au Théâtre de la Fenice à Venise.
En mars 2009, elle joue dans le clip du chanteur français Grégoire, Ta main.

### Publicité et présence médiatique (années 2010)
En 2010 elle réalise la campagne publicitaire de Tiffany & Co.. En 2012, elle réalise la campagne publicitaire des montres Frédérique Constant. Le 14 juin 2013 elle remet à Rome le prix d'interprétation masculine lors de la cérémonie  des David di Donatello, l'équivalent des César du cinéma en France.
Depuis 2013, Inès Sastre est l'ambassadrice de la marque de cosmétiques Lierac.
En mars 2016, Inès Sastre est décorée de l'ordre de Cavaliere della Stella d'Italia par l'ambassadeur de la République d'Italie à Madrid, Pietro Sabastiani.
Elle est citée en 2017 dans l'affaire des Paradise Papers (évasion fiscale).

### Vie privée
En 2006, elle épouse son compagnon Alexandro Corrias, dans la cathédrale Brompton Oratory de Chelsea, à Londres. Ils se sépareront à peine un an après la naissance de leur fils Diego, né à l’été 2006 et leur divorce est prononcé en 2008. En 2012, elle retrouve l'amour au bras de l'homme d'affaires italien Michele Alfano. Mais, en janvier 2017, elle confirme sa rupture à la presse espagnole. Ines Sastre vit désormais avec son fils Diego et partage son temps entre Londres, Paris et Milan. Celle qui fut un temps la compagne de Jean Luc Delarue, poursuit aujourd’hui ses activités de mannequin,.

## Filmographie
- 1987 : El Dorado de Carlos Saura : Elvira
- 1988 : Johanna d'Arc of Mongolia de Ulrike Ottinger : Giovanna
- 1990 : La Fuite au paradis (Fuga dal paradiso) d'Ettore Pasculli : Béatrice
- 1995 : Sabrina de Sydney Pollack : un modèle
- 1995 : Par-delà les nuages (Al di là delle nuvole) de Michelangelo Antonioni et Wim Wenders : Carmen
- 1995 : Faire un film pour moi c'est vivre (documentaire à propos de Beyond the Clouds) de Enrica Antonioni : elle-même
- 1997 : Le Témoin du marié (Il testimone dello sposo) de Pupi Avati : Francesca Babini
- 1998: Le Comte de Monte-Cristo , mini-série de Josée Dayan : Haydée
- 1999 : Estela Canto, un amor de Borges de Javier Torre : Estela Canto
- 2000 : Vidocq de Pitof : Preah
- 2000 : Torrente 2: Misión en Marbella de Santiago Segura : une chanteuse de cabaret
- 2001 : Vercingétorix : La légende du druide roi de Jacques Dorfmann : Epona
- 2004 : Volpone de Frédéric Auburtin (TV) : Celia
- 2003 : Io no (it) de Simona Izzo et Ricky Tognazzi : Laura
- 2005 : Adieu Cuba (The Lost City) d'Andy Garcia : Aurora
- 2007 : La cena per farli conoscere de Pupi Avati

## Distinctions
- Chevalier de l'ordre des Arts et des Lettres
- Chevalière de l'ordre des Arts et des Lettres